# 1009
El 1009 (MIX) fou un any comú començat en dissabte del calendari julià.

## Esdeveniments
- Primera menció de Lituània per escrit.
- Consagració de Sant Martí del Canigó.

## Necrològiques
- Xiao Yanyan, emperadriu Khitan de la Dinastia Liao, de l'Antiga Xina.